# مؤسسة هند رجب
مؤسسة هند رجب (HRF) هي الذراع القانونية لحركة 30 مارس، وهي منظمة غير ربحية تأسست في عام 2024 ومقرها بروكسل، بلجيكا. تهدف المؤسسة إلى مواجهة الإفلات من العقاب للاحتلال الإسرائيلي فيما يتعلق بجرائم الحرب وانتهاكات حقوق الإنسان التي ارتكبها في فلسطين، وخاصة في قطاع غزة. سميت المؤسسة تكريماً لهند رجب، الطفلة الفلسطينية البالغة من العمر خمس سنوات، التي قُتلت خلال الاجتياح الإسرائيلي لقطاع غزة من قبل قوات جيش الاحتلال الإسرائيلي والتي قتلت أيضًا ستة من أفراد عائلتها واثنين من المسعفين الذين كانوا يحاولون إنقاذها.

## القيادة
يترأس المؤسسة كل من دياب أبو جهجه وكريم حسون. يُعرف أبو جهجه بأنه ناشط سياسي وكاتب بلجيكي-لبناني، وهو مؤسس وقائد سابق لرابطة العرب الأوروبيين (AEL)، وهي حركة قومية عربية تدافع عن مصالح المهاجرين المسلمين في أوروبا. أما حسون فهو ناشط سياسي بلجيكي-لبناني، ويشغل منصب رئيس رابطة العرب الأوروبيين منذ عام 2005.
في مقابلة مع إيمي غودمان على برنامج "الديمقراطية الآن" في يناير 2025، سُئل أبو جهجه عن مقارنة أنشطة المؤسسة بمركز سيمون فيزنتال، فأجاب: "مركز سيمون فيزنتال قام بعمل رائع في ملاحقة مجرمي النازية بعد المحرقة، وكان هذا أمرًا حاسمًا في ترسيخ المبادئ التي نحاول الدفاع عنها اليوم... نحن متطابقون معهم تمامًا. نعمل بنفس الطريقة ونفكر بنفس الطريقة." 

## الأنشطة
في أكتوبر 2024، قدمت مؤسسة هند رجب شكوى إلى المحكمة الجنائية الدولية (ICC)، مطالبة بإصدار أوامر اعتقال ضد رئيس الوزراء الإسرائيلي بنيامين نتنياهو ووزير الدفاع يوآف غالانت، ومحاسبتهما على جرائم الحرب في غزة، بالإضافة إلى اتخاذ إجراءات ضد الكتيبة الهندسية القتالية رقم 749 التابعة للجيش الإسرائيلي. وفقًا لمحامي المؤسسة هارون رضا، فإن الهدف هو "مقاضاة كل من كان مسؤولاً بشكل مباشر أو غير مباشر عن جرائم الحرب والإبادة الجماعية في غزة ووضعهم خلف القضبان في النهاية".
بحلول يناير 2025، قدمت المؤسسة أسماء 1,000 جندي إسرائيلي إلى المحكمة الجنائية الدولية، كما بدأت إجراءات قانونية في عدة دول، من بينها الأرجنتين، بلجيكا، البرازيل، قبرص، فرنسا، هولندا، سريلانكا، تايلاند، والمملكة المتحدة.

### البرازيل
في يناير 2025، رفعت المؤسسة قضية ضد الجندي الإسرائيلي يوفال فاغداني، الذي كان يقضي عطلة في البرازيل، متهمة إياه بهدم مجمع سكني في غزة خارج نطاق القتال.
بعد مواجهة خطر الاعتقال، فر فاغداني إلى الأرجنتين بمساعدة وزارة الخارجية الإسرائيلية، التي سهلت خروجه الآمن من البرازيل. وبعدها، رفعت المؤسسة دعوى قضائية ضده في الأرجنتين. وعند عودته إلى إسرائيل، صرّح فاغداني قائلاً: "لقد حولوا الأمر من منزل واحد إلى 500 صفحة، وكأنني قتلت آلاف الأطفال، ومن يعلم ماذا بعد؟" 

### الأرجنتين
في 2 يناير 2025، رفعت المؤسسة دعوى قضائية ضد الملازم أميت نحميّا، قائد فصيلة في كتيبة روتيم (435) التابعة للواء جفعاتي، متهمةً إياه ووحدته باستخدام الأسرى كدروع بشرية، والنهب، وتهجير المدنيين قسرًا في غزة. قبل ذلك، كانت السلطات البرازيلية قد بدأت إجراءات ضده بناءً على شكوى المؤسسة، ما دفعه إلى الفرار من البرازيل هربًا من الاعتقال.

### تشيلي
في ديسمبر 2024، قدمت المؤسسة شكوى إلى مكتب المدعي العام في تشيلي، مطالبة باعتقال الجندي الإسرائيلي ساعر هيرشورن، وهو عضو في كتيبة الهندسة القتالية الإسرائيلية، بتهم الإبادة الجماعية، والجرائم ضد الإنسانية، وجرائم الحرب في غزة. واستشهدت النيابة المحلية بأدلة فيديو من حسابه على إنستغرام، تظهره وهو يشارك في تدمير البنية التحتية المدنية في غزة.

### تايلاند
في ديسمبر 2024، طلبت المؤسسة رسميًا من السلطات التايلاندية احتجاز الجندي الإسرائيلي عمري نير، متهمة إياه بارتكاب جرائم حرب، بما في ذلك تدمير المنازل المدنية في غزة واستخدام مدرسة لأغراض عسكرية.
في 15 يناير 2025، قدمت مؤسسة هند رجب شكوى رسمية ضد غاي أزران، جندي من جيش الاحتلال الإسرائيلي، لارتكابه جرائم حرب خلال العمليات العسكرية في غزة في يوليو 2024. تم تقديم طلب للقبض عليه إلى السلطات التايلاندية حيث كان يقضي أزران عطلة في تايلاند.

### السويد
في يناير 2025، رفعت المؤسسة دعوى قضائية في السويد ضد الجندي الإسرائيلي بوعز بن ديفيد، قناص في كتيبة ناحال 932، بتهم ارتكاب جرائم حرب وجرائم ضد الإنسانية والإبادة الجماعية خلال الحرب على غزة. واتهمته المؤسسة باستهداف المدنيين، وتدمير المنازل، ومهاجمة المرافق الطبية.

### سريلانكا
في ديسمبر 2024، رفعت المؤسسة شكوى ضد الجندي الإسرائيلي غال فيرينبوك، الذي كان يسافر في سريلانكا، بسبب ارتباط منشوراته على وسائل التواصل الاجتماعي بجرائم حرب في غزة. تم إبلاغ المحكمة الجنائية الدولية والانتربول، لكن فيرينبوك غادر سريلانكا بعد تدخل السلطات الإسرائيلية.

### بلجيكا
في ديسمبر 2024، قدمت المؤسسة شكوى إلى الحكومة البلجيكية ضد العقيد الإسرائيلي موشيه تيترو، الملحق العسكري الجديد في بروكسل، متهمةً إياه بتنفيذ سياسة تجويع في غزة ومهاجمة المستشفيات.
ألغى وزير شؤون الشتات الإسرائيلي، عميحاي شيكلي، رحلة مخططة إلى البرلمان الأوروبي في بروكسل في يناير 2025، وسط إجراءات قانونية بدأتها مؤسسة حقوق الإنسان (HRF). وأوضح مكتب رئيس الوزراء الإسرائيلي أن السبب يعود إلى "تحذيرات أمنية محددة" ونصائح من الجهات الأمنية. وزعم شيكلي، المسؤول عن مكافحة معاداة السامية، أن بروكسل أصبحت "غير آمنة لليهود والإسرائيليين". ومع ذلك، اتهمته مؤسسة HRF بالتهرب من المساءلة، مؤكدة أن الإلغاء كان يهدف إلى تجنب احتمال اعتقاله بسبب ارتكابه جرائم حرب، وليس بدافع مخاوف أمنية حقيقية. وأشارت السلطات البلجيكية إلى أن شيكلي لا يتمتع بحصانة دبلوماسية، نظرًا لأن زيارته لم تكن رسمية، وبالتالي كان معرضًا لاحتمال الاعتقال.

### إسبانيا
في يناير 2025، رفعت المؤسسة دعوى قضائية في إسبانيا ضد المساعد الإسرائيلي موري كيسار من لواء جفعاتي، بتهم الإبادة الجماعية وجرائم الحرب والجرائم ضد الإنسانية خلال العمليات العسكرية في غزة.

### إيطاليا
دعت المؤسسة السلطات الإيطالية إلى اعتقال الجنرال الإسرائيلي غسان عليان، رئيس ومنسق الأنشطة الحكومية في الأراضي المحتلة (COGAT)، بتهم الإبادة الجماعية وجرائم الحرب خلال زيارته إلى روما. تم تقديم الطلبات إلى المحكمة الجنائية الدولية (ICC) والسلطات الإيطالية. واتهمت المؤسسة عليان بالمشاركة في قرار فرض الحصار الكامل على غزة بعد أكتوبر 2023، مؤكدة أنه استخدم المجاعة كسلاح من خلال قطع الغذاء والماء والإمدادات الطبية، بالإضافة إلى استهداف المستشفيات والبنية التحتية. وكانت إيطاليا قد نفت شمول عليان في وفد وزير الخارجية جدعون ساعر، في حين أكدت إسرائيل أن زيارته كانت منفصلة. كما دعمت المقررة الخاصة للأمم المتحدة حول الأراضي الفلسطينية المحتلة، فرانشيسكا ألبانيز، جهود المؤسسة لمحاسبة عليان عن جرائم الحرب، مشيرة إلى ضرورة وجود شبكات قانونية عالمية أقوى للتعامل بسرعة مع المشتبه بهم في الجرائم الدولية، خاصة في ضوء احتمالية مغادرته الوشيكة لإيطاليا.

### هولندا
في أعقاب أحداث الشغب في أمستردام في نوفمبر 2024، قدمت المؤسسة شكاوى ضد مشجعي فريق مكابي تل أبيب لكرة القدم بسبب هتافات تحريضية بشعارات تنطوي على دعوات للإبادة الجماعية، مثل "تبا للعرب"، و"لا توجد مدارس في غزة لأنه لم يتبق أطفال"، وهي شعارات وصفتها المؤسسة بأنها خطاب إبادة جماعية وتحريض. كما قدمت المؤسسة شكاوى ضد أعمال التخريب التي استهدفت الممتلكات، بما في ذلك استهداف الرموز الفلسطينية مثل الأعلام، والاعتداء على المواطنين المحليين. وأعمال تخريبية استهدفت رموزًا فلسطينية.
في يناير 2025 قدمت مؤسسة هند رجب شكوى إلى المحكمة الجنائية الدولية وطالبت بالقبض الفوري على الحاخام أفيهام زاربيف، الجندي الإسرائيلي في لواء جفعاتي، بناءً على المسؤولية الجنائية الفردية بموجب المادة 25(3)(أ) من النظام الأساسي للمحكمة الجنائية الدولية. وذلك كون زاربيف قد ارتكب جرائم حرب خطيرة وجرائم ضد الإنسانية خلال الحملة العسكرية الإسرائيلية في غزة التي بدأت في أكتوبر 2023.
في 8 فبراير 2025، قدمت مؤسسة هند رجب شكوى إلى المحكمة الجنائية الدولية (ICC) تطالب بإصدار أمر بالقبض على العميد يهودا فاخ، قائد الفرقة 252 في جيش الاحتلال الإسرائيلي. لارتباط اسم فاخ بالوحشية والتعذيب الممنهج، إضافة إلى استهدافه المتعمد للمدنيين الفلسطينيين، خصوصًا في ممر نتساريم، مما يندرج ضمن جرائم الإبادة الجماعية وجرائم ضد الإنسانية وجرائم الحرب وفقًا للنظام الأساسي للمحكمة الجنائية الدولية

### النمسا
في 22 يناير 2025، بدأت المؤسسة إجراءات قانونية ضد الجندي الإسرائيلي درور زفي باور، الذي ارتكب جرائم حرب وجرائم ضد الإنسانية وإبادة جماعية خلال الهجوم على غزة منذ أكتوبر 2023. تم تقديم الشكاوى إلى المحكمة الجنائية الدولية وكذلك إلى السلطات الوطنية في النمسا وألمانيا.

### سويسرا
في 5 فبراير 2025، أكدت المؤسسة أنها قدمت شكوى جنائية أمام السلطات السويسرية، مما أسفر عن فتح تحقيق مع مشتبه به في جرائم الحرب الإسرائيلية في سويسرا. تحتوي الشكوى على أدلة تشير إلى تورط الشخص في جرائم حرب وجرائم ضد الإنسانية، بما في ذلك الهجمات على المدنيين وتدمير المنازل والمستشفيات والتهجير القسري في قطاع غزة.

## ردود الفعل
في أوائل 2025، بعد إعلان محكمة في البرازيل التحقيق مع جندي إسرائيلي، تلقى أبو جهجه تهديدًا من المسؤول الإسرائيلي عاميخاي شيكلي على منصة X، حيث كتب: "مرحبًا أيها الناشط الحقوقي. راقب جهاز النداء الخاص بك". وهو ما اعتبرته وسائل الإعلام البلجيكية إشارة إلى هجمات الأجهزة الإلكترونية في لبنان عام 2024.
كما انتقد زعيم المعارضة الإسرائيلية يائير لابيد الحكومة الإسرائيلية بسبب اضطرار الجندي للفرار من البرازيل، معتبرًا ذلك فشلًا دبلوماسيًا. ورد وزير الخارجية الإسرائيلي جدعون ساعر قائلاً إن ما يحدث هو "حملة منهجية معادية للسامية تهدف إلى نزع شرعية إسرائيل".
في رد فعل على تحركات المؤسسة، أعلن الجيش الإسرائيلي في يناير 2025 أنه لن يكشف بعد الآن عن أسماء جنوده في وسائل الإعلام.